# دومينيك يانكوف
دومينيك يانكوف (بالبلغارية: Доминик Янков)‏ هو لاعب كرة قدم بلغاري في مركز الوسط، ولد في 28 يوليو 2000 في تورونتو في كندا. شارك مع منتخب بلغاريا لكرة القدم. أما مع النوادي، فقد لعب مع بوتيف فراتسا ولودوغورتس رازغراد.

## وصلات خارجية
- دومينيك يانكوف على موقع الاتحاد الأوربي (الإنجليزية)
- دومينيك يانكوف على موقع الدوري الأمريكي (الإنجليزية)
- دومينيك يانكوف على موقع قاعدة بيانات كرة القدم.إي يو (الإنجليزية)
- دومينيك يانكوف على موقع ناشيونال فوتبول تيمز (الإنجليزية)
- دومينيك يانكوف على موقع Soccerway.com (الإنجليزية)